# Plaza Artigas (Artigas)
La Plaza Artigas se ubica en la ciudad de Artigas, a tres cuadras del Puente Internacional de la Concordia. 

## Historia
Fue fundada con el nombre 19 de Abril, luego  Constitución y finalmente Plaza Artigas. Contaba con una fuente tradicionalmente usada para el “bautismo” de los maestros egresados del Instituto de Formación Docente de Artigas. 
Tiene como atractivo principal el monumento a José Artigas,  creado a partir de un concurso donde participaron 17 escultores, en 1953, cuyo ganador fue, Armando Gonzalez. El monumento fue llevado al Bronce tras haberlo culminado en yeso, 11 años después. Se lo trasladó a la ciudad de Artigas en dos chatas de camión, durante un viaje desde Montevideo que tardó 48 horas.  La base del monumento está construida con más de 6.000 plaquetas de ágatas, pulidas por artesanos de la propia ciudad.
En 1956 se enterró en dicha plaza el “Cofre de los Recuerdos”, con fotos y escritos de aquella época, que se abrirá en el año 2052.
 
En 2011 fue modificada: un amplio espacio central es utilizado en diversos eventos, con jardines a su alrededor, un espacio con juegos infantiles, y su principal atractivo el monumento del Gral. José Artigas.
A fines del año 2011 fue construida una nueva fuente basada en las características a la demolida en el año 1975.

## Características
Desde sus comienzos ha sido una plaza muy arbolada, que está coronada por el monumento a José Artigas

## Fuente
La fuente de los comienzos de la plaza Artigas fue uno de los puntos de encuentro y diversión de jóvenes artiguenses durante varias generaciones, y se bautizaban los nuevos maestros. En 1974, fue demolida por la creación de un decreto de las autoridades designadas por la dictadura, motivo por el cual muchos artiguenses quedaron doloridos, entre ellos la intendenta de Artigas Patricia Ayala. 
A raíz de ese hecho fueron destinados al menos 200 mil dólares en la reconstrucción de esa fuente, gasto que ha sido criticado por parte de los artiguenses ya que defendían que es un departamento que ha tenido y tiene carencias en diferentes áreas como para realizar obra tan costosa. 
El costo de  la reconstrucción fue financiado por el Fondo de Desarrollo del Interior (FDI) que en 2011 entregó a la intendencia de Artigas, 500 mil dólares para la remodelación de las cuatro plazas del departamento que cuentan con un monumento al prócer, como parte del Proyecto Bicentenario.
La nueva fuente se inauguró el 29 de diciembre de 2011, aunque tuvo que pasar por arreglos porque presentó filtraciones y otros problemas de construcción.
Dicha obra ha permitido que tanto las generaciones que supieron disfrutar de la vieja fuente, como las que no alcanzaron a conocerla, puedan volver a contemplar de esa memoria colectiva hecha realidad.